# イメージコンサルタント
イメージコンサルタントは、クライアントの目的に合わせて、職業やライフスタイルにふさわしい服装（ファッションスタイル）、ヘアースタイル、メイクアップ、カラーコーディネート、表情、姿勢、立ち居振る舞い、歩き方、話し方、マナーなど、トータル的に最適なパーソナルブランディング、コンサルティングをするプロフェッショナルのこと。
装いをベースとした高度な印象管理術とパフォーマンス術とも言われる。
外から見えるビジュアルすべてをより磨くことで、内面までも磨かれるというアメリカのコミュニケーションノウハウから発祥している。また、同時に内面であるメンタル強化も必要とされ、それらを目的目標に合わせ融合し、クライアントに合わせた「なりたい自分になれる」サポートをするのが、イメージコンサルタントの使命である。
イメージコンサルタントは、総合的ないくつかの専門スキルを擁していることから、ブランディングコンサルタント、パーソナルカラーリスト、ファッション骨格診断士、マナーやウォーキングを含めた立ち居振舞い指導の養成・人材育成も行う。また、カラーコーディネーションやオーダースーツサービスなどを兼務するケースも多く見られ、関連の各種セミナーや養成講座を開講している。

## 発祥
1960年アメリカ合衆国大統領選挙に、民主党のジョン・F・ケネディと共和党のリチャード・ニクソンが出馬した際に、討論会でテレビがはじめて導入された事から、無名に近いケネディは、雰囲気や印象、立ち居振舞い、話し方やマインドセットなどを重視し、そのビジュアル戦術などが功を奏し、民衆からの支持を多くニクソンからケネディに傾けさせたと言われている。その陰には、現在のイメージコンサルタントの原点となるプロのアドバイザーがいたという。
それ以来、アメリカからイメージコンサルタントは、人をよりよくプロデュースし人生を変えるキーパーソンとして、知られる様になる。

## 日本国内
近年になり、印象や外見の持つ力に重きがおかれるようになり、国内でもファッション業界や美容業界を中心として、イメージコンサルタントが増えてきている。
イメージコンサルタントは、パーソナルカラーやファッション骨格診断、メイクやヘアースタイルなどのアドバイスのみならず、マナーや話し方、話す内容、立ち居振る舞い、モチベーションアップのマインドセットなど、総合的なスキルが必要となる。
昨今、日本国内では、カラー診断やファッション骨格診断の一部スキルだけで自称イメージコンサルタントと名乗り、ビジネスにしているケースがあるので、その曖昧さには注意が必要である。
また理論的な知識と技術や経験がものをいう世界であり、これまでは欧米でさかんだったが、日本国内でもSNSの普及と比例し、人前に出る経営者や政治家、一般的なビジネスパーソンや、主婦層からも人気が出はじめている。
カラーセラピストなどのスピリチュアルとは別ものである。